# August von Münchhausen
August Wilhelm Ludwig Gerlach von Münchhausen (* 24. Februar 1788 in Kalitz; † 8. März 1841 in Hettstedt) war ein preußischer Offizier und Landrat.

## Leben

### Herkunft
Er entstammte dem Adelsgeschlecht von Münchhausen und war der jüngste Sohn des Gerlach von Münchhausen (1740–1791), Gutsherr auf Kalitz (1770 gekauft) aus der Linie Neuhaus Leitzkau, und der Marie Charlotte von Brietzke (1759–1845).

### Karriere
1800 trat Münchhausen als Junker in das Infanterieregiment „von Neumann“ (bei Aufstellung 1797 ursprünglich als Infanterieregiment „Courbière“ bezeichnet) der Preußischen Armee in Halle (Saale) ein. 1800/06 besuchte er die Schule Klosterburg. 1808 war er im Schill’schen Freikorps. Im März 1812 quittierte er den Dienst in der Armee und wechselte in englische Dienste zur Königlich Deutschen Legion, wo er zunächst als Kornett vom 5. Mai bis zum 1. September 1812 im 1. Dragoner-Regiment in Spanien diente. Am 20. Dezember 1812 wurde er Sekondeleutnant und Adjutant in der Russisch-Deutschen Legion. Erst nach zwei Jahren kehrte er am 29. März 1815 als Rittmeister im 8. Ostpreußischen Ulanenregiment in preußische Dienste zurück, wo er bis zum 22. Dezember 1816 blieb. Im Jahr 1822 wurde er als Major im 7. Magdeburgischen Kürassierregiment aus dem aktiven Dienst entlassen.
Im Jahr 1824 wurde er als Nachfolger von Ferdinand Freiherr von Keller Landrat des Mansfelder Gebirgskreises des Regierungsbezirkes Merseburg in der Provinz Sachsen. Dieses Amt hatte er bis zu seinem Tod inne.
Er war ein Freund des Schriftstellers und Politikers Ernst Moritz Arndt.

### Familie
Münchhausen heiratete am 18. Juni 1817 auf Gut Buchau bei Riesa Luise von Meyerinck (* 13. September 1792 in Magdeburg; † 11. Dezember 1864 in Helmsdorf). Das Ehepaar hatte drei Töchter:
- Helene (1818–1894) ⚭ Bernhard von Kerssenbrock auf Helmsdorf
- Klementine (1819–1900), Malerin
- Adolfine (1823–1907), Malerin

## Veröffentlichungen
- Eine hundertjährige Heimatkunde des Mansfelder Gebirgskreises. zusammengestellt aus Berichten der Ortsgeistlichen von dem damaligen Landrat von Münchhausen in Hettstedt, Neudruck in: Mansfelder Heimatkunde, Vereinigung für Heimatforschung im Mansfelder Lande (Hg.), 5. Jahrgang (1930), Heft 1+2[12]